# The World (Südafrika)
The World (bis 1956 The Bantu World) war eine südafrikanische, überwiegend englischsprachige Wochen- oder Tageszeitung, die in Johannesburg erschien und landesweit verbreitet war. Sie richtete sich an Schwarze und wurde 1977 verboten.

## Geschichte

### The Bantu World
Die Zeitung wurde 1932 von Bertram Paver, einem weißen ehemaligen Farmer und Werbetreibenden, als Wochenzeitung für Schwarze gegründet. Ziel waren erhöhte Erlöse durch Anzeigenkunden. Unterstützt wurde die Gründung durch John David Rheinallt Jones vom South African Institute of Race Relations. Der Verlag hieß Bantu Press Ltd., die Zeitung nahm britische Boulevardzeitungen zum Vorbild. Die Zeitung erschien landesweit. Zur Zeit der Gründung konnte etwa ein Achtel der schwarzen Südafrikaner lesen. Ende 1932 waren die Hälfte der Anteilseigner Schwarze. Die Ausgaben hatten jeweils 20 Seiten, von denen 13 auf Englisch und die übrigen in anderen Landessprachen verfasst waren. Im Oktober 1932 enthielt die Zeitung erstmals eine spezielle Seite für Frauen. 1933 übernahm die Argus Printing Company den Verlag; die schwarzen Anteilseigner mussten ihn verlassen. Der erste Chefredakteur war bis 1952 Victor Selepe-Thema. Zu den Autoren gehörten in den 1930er Jahren Henry Nxumalo, Peter Abrahams und R. R. R. Dhlomo. 1940 – nachdem die konkurrierende, von Schwarzen geführte Zeitung African Leader eingestellt worden war – warb die Zeitung mit dem Slogan South Africa’s Only National Bantu Newspaper (etwa: „Südafrikas einzige landesweite Bantu-Zeitung“). Das Verbreitungsgebiet umfasste auch Südwestafrika. Eine Ausgabe kostete damals zwei Pence, ein Jahresabonnement neun Schilling.
Während des Zweiten Weltkriegs verübte die Terrororganisation Ossewabrandwag zwei Bombenanschläge auf das Redaktionsgebäude. Parallel erschienen im selben Verlag etwa ab 1940 Imvo Zabuntsundu (etwa: „Eingeborenen-Meinung“) auf isiXhosa und Englisch und von 1948 bis 1954 der in Basutoland verbreitete Mochochonono („Der Komet“) auf Sesotho, beides traditionsreiche, weltliche Zeitungen für Schwarze, die aber unter der neuen Führung an Bedeutung verloren.

### The World
Von 1953 bis zu seinem Tod 1957 war Jacob Nhlapo Chefredakteur; in dieser Zeit wurde der Name zu The World geändert, weil die Bezeichnung Bantu als abfällig galt. Zu den bekannten Journalisten dieser Zeit gehörte Doc Bikitsha, der unter anderem über das 1956 begonnene Treason Trial berichtete. Als Fotograf arbeitete in dieser Zeit Alf Khumalo für die World. Ab 1957 gab es jahrelang keinen Chefredakteur. Nach dem Massaker von Sharpeville im Jahr 1960 erschien die Zeitung zwar als Tageszeitung, wurde aber auf Druck der Betreibergesellschaft bis in die 1970er Jahre weitgehend unpolitisch. Bertram Paver verließ in dieser Zeit das Blatt, um Zeitungen für Schwarze in Rhodesien zu gründen. Von 1962 bis 1973 war Manasseh Tebatso Moerane Chefredakteur. 1974 übernahm Percy Qoboza diesen Posten. Aggrey Klaaste wurde im selben Jahr News Editor des Blattes. 1976 betrug die Auflage etwa 100.000.
Der Fotograf Sam Nzima war seit 1968 bei The World als Fotojournalist angestellt. 1976 zeigte die Zeitung als erstes Medium sein Foto des sterbenden Hector Pieterson, eines der ersten Opfer des Aufstands in Soweto. Mit Wirkung vom 19. Oktober 1977, dem Black Wednesday („Schwarzer Mittwoch“), wurde das Blatt durch eine Bannungsverfügung nach dem Internal Security Act verboten, die verantwortlichen Nachrichtenredakteure Percy Qoboza und Aggrey Klaaste verhaftet.
Auch das Schwesterblatt Weekend World wurde verboten, ebenso mehrere Anti-Apartheid-Organisationen. Qoboza erhielt für seinen Einsatz den Golden Pen of Freedom Award der World Association of Newspapers. Er verbrachte die Jahre bis 1985 im Exil in London, bevor er als Chefredakteur City Press zurückkehrte.
Anstelle der World und der ebenfalls in Johannesburg erscheinenden Post gründete der Verlag 1981 die Zeitung The Sowetan, die bis heute erscheint.

## Rezeption
- In Johannesburg erinnert eine 2016 angebrachte Plakette des Johannesburg City Heritage an die Zeitung und einige ihrer Mitarbeiter.[15]